# Lurio (animal)
Lurio es un género de arañas araneomorfas de la familia Salticidae. Se encuentra en América del Sur.   

## Lista de especies
Según The World Spider Catalog 12.5::
- Lurio conspicuus Mello-Leitão, 1930
- Lurio crassichelis Berland, 1913
- Lurio lethierryi (Taczanowski, 1872)
- Lurio solennis (C. L. Koch, 1846)